# Trente neuf
 (mars 2023).
La mise en forme du texte ne suit pas les recommandations de Wikipédia : il faut le « wikifier ».
Les points d'amélioration suivants sont les cas les plus fréquents. Le détail des points à revoir est peut-être précisé sur la page de discussion.
- Les titres sont pré-formatés par le logiciel. Ils ne sont ni en capitales, ni en gras.
- Le texte ne doit pas être écrit en capitales (les noms de famille non plus), ni en gras, ni en italique, ni en « petit »…
- Le gras n'est utilisé que pour surligner le titre de l'article dans l'introduction, une seule fois.
- L'italique est rarement utilisé : mots en langue étrangère, titres d'œuvres, noms de bateaux, etc.
- Les citations ne sont pas en italique mais en corps de texte normal. Elles sont entourées par des guillemets français : « et ».
- Les listes à puces sont à éviter, des paragraphes rédigés étant largement préférés. Les tableaux sont à réserver à la présentation de données structurées (résultats, etc.).
- Les appels de note de bas de page (petits chiffres en exposant, introduits par l'outil «  Source ») sont à placer entre la fin de phrase et le point final[comme ça].
- Les liens internes (vers d'autres articles de Wikipédia) sont à choisir avec parcimonie. Créez des liens vers des articles approfondissant le sujet. Les termes génériques sans rapport avec le sujet sont à éviter, ainsi que les répétitions de liens vers un même terme.
- Les liens externes sont à placer uniquement dans une section « Liens externes », à la fin de l'article. Ces liens sont à choisir avec parcimonie suivant les règles définies. Si un lien sert de source à l'article, son insertion dans le texte est à faire par les notes de bas de page.
- La présentation des références doit suivre les conventions bibliographiques. Il est recommandé d'utiliser les modèles {{Ouvrage}}, {{Chapitre}}, {{Article}}, {{Lien web}} et/ou {{Bibliographie}}. Le mode d'édition visuel peut mettre en forme automatiquement les références.
- Insérer une infobox (cadre d'informations à droite) n'est pas obligatoire pour parachever la mise en page.

Pour une aide détaillée, merci de consulter Aide:Wikification.
Si vous pensez que ces points ont été résolus, vous pouvez retirer ce bandeau et améliorer la mise en forme d'un autre article.
Trente-neuf ( coréen : 서른, 아홉 ; RR : Seoreun, Ahop   ) est une série télévisée sud-coréenne de 2022 réalisée par Kim Sang-ho et mettant en vedette Son Ye-jin, Jeon Mi-do et Kim Ji-hyun .La série raconte la vie, l'amitié, les romances et l'amour de trois amies qui sont sur le point d'avoir quarante ans. Elle est diffusée pour la première fois sur JTBC le 16 février 2022 et a été diffusée tous les mercredis et jeudis à 22h30 ( KST ) pendant 12 épisodes,. Elle est disponible en streaming sur Netflix,.
Le dernier épisode de la série a enregistré sa meilleure audience au niveau national :  de 8,1 %. En outre, elle a figuré pendant quatre semaines dans la liste hebdomadaire du Global Top 10 des séries télévisées Netflix internationales les plus regardées au 3 avril.

## Distribution et personnages

### Acteurs principaux
- Son Ye-jin : Dans le rôle de Cha Mi-jo, 39 ans, médecin et directrice de la clinique dermatologique de Gangnam[8].
  - Shin So-hyun : Cha Mi-jo jeune[9].
- Jeon Mi-do Jeong Chan-young, 39 ans, entraîneur de théâtre[10].
  - Ha Seon-ho : Jeune Jeong Chan-young[11].
- Kim Ji-hyun : Dans le rôle de Jang Joo-hee, 39 ans, vendeuse de cosmétiques dans un grand magasin[12].
  - Lee Da-yeon : Jeune Jang Joo-hee[13].

### Acteurs secondaires
- Yeon Woo-jin dans le rôle de Kim Seon-woo, un dermatologue de 39 ans[14].
- Lee Moo-saeng dans le rôle de Kim Jin-seok, un agent de talent de 42 ans[15].
- Lee Tae-hwan dans le rôle de Park Hyun-joon, un chef de 35 ans et propriétaire d'un restaurant de Chinatown[16].
- Ahn So-hee dans le rôle de Kim So-won, sœur cadette de Kim Seon-woo et pianiste[17].

#### Les gens autour de Cha Mi-jo
- Lee Kan-hee dans le rôle de la mère de Mi-jo.
- Kang Mal-geum : Cha Mi-hyun, 44 ans, sœur aînée de Mi-jo, administratrice de leur clinique[18].
  - Yoon Hye-bin : Cha Mi-hyun jeune.
- Park Ji-il : Professeur Cha Yoo-hyeok, père de Mi-jo[19].

#### Les gens autour de Jeong Chan-young
- Seo Hyun-chul en tant que père de Chan-young[20].
- Lee Ji-Hyun dans le rôle de la mère de Chan-young[21].

#### Les gens autour de Jang Joo-hee
- Nam Gi-ae en tant que mère de Joo-hee.

#### Autres
- Song Min-ji dans le rôle de Kang Seon-joo, 37 ans, la femme de Jinseok. Elle est issue d'une famille aisée et exige d'avoir tout ce qu'elle veut[22].
- Oh Se-young dans le rôle de Cho Hye-jin, 27 ans, une étudiante diplômée qui est la petite amie de Hyun-jun[23].
- Jo Won-hee dans le rôle de Kim Jeong-tak, le père de Kim Seon-woo et le père adoptif de Kim So-won[24].
- Seo Ji-young dans le rôle de Lee Kyung-sook, la mère biologique de Cha Mi-jo[25].

### Apparitions spéciales
- Kim Kwon en tant qu'étudiant par intérim de Chan-young. (Ep. 1)[26].
- Hwang Bo-reum-byeol comme étudiant d'art dramatique de Chan-young. (Ep. 3).
- Han Soo-ah en tant qu'ami de Hye-jin (Ep.4).
- Han Bo-reum en tant qu'étudiant en théâtre (Ep.7).
- Im Si-wan dans le rôle d'Im Siwan, acteur principal du film dans le film et ancien élève de Chan-young[27],[28].
- Kang Tae-oh en tant qu'ami de Park Hyun-joon[29],[30].

## Production

### Casting
En avril 2021, il a été annoncé que Son Ye-jin et Jeon Mi-do étaient en pourparlers pour apparaître dans Thirty-Nine, une mini-série de 12 épisodes coproduite par Lotte Cultureworks et JTBC Studio. Son a confirmé son apparition en juin 2021, tandis que Jeon et Kim Ji-hyun ont confirmé en août,.  Thirty-Nine marque le retour de Son à JTBC après trois ans ; elle est apparue pour la dernière fois dans la série télévisée Something in the Rain de JTBC en 2018.

### Tournage
Le tournage a commencé en août 2021. Le 12 janvier 2022, des photos de lecture du scénario ont été diffusées.